# Агаев, Мамед
Мамед Ага́ев (арм. Մամեդ Աղաև, род. 26 мая 1976, Урус-Мартан) — борец вольного стиля из Армении чеченского происхождения, серебряный призёр чемпионата Европы (2003 год, Рига), участник Олимпиады в Афинах.

## Биография
Чеченец. Родился 26 мая 1976 года в Урус-Мартане. В 1987 году начал заниматься вольной борьбой. До 1998 года представлял Россию. Представлял спортклуб «Ажастан» города Кировокан (Армения). Его тренировали Грант Енокян и Араик Багдадян. Участник многих международных турниров. Выступал в весовой категории до 84 кг.

## Спортивные результаты
| Год  | Состязание                   | Город     | Место |
| ---- | ---------------------------- | --------- | ----- |
| 1994 | Чемпионат мира среди юниоров | Будапешт  | 3     |
| 1997 | Кубок мира                   | Стилвотер | 4     |
| 1997 | Всемирные армейские игры     |           | 4     |
| 1999 | Чемпионат мира               | Анкара    | 12    |
| 2000 | Чемпионат Европы             | Будапешт  | 6     |
| 2001 | Чемпионат Европы             | Будапешт  | 6     |
| 2001 | Чемпионат мира               | София     | 24    |
| 2003 | Чемпионат мира               | Нью-Йорк  | 8     |
| 2003 | Чемпионат Европы             | Рига      | 2     |
| 2004 | Чемпионат Европы             | Анкара    | 13    |